# Die liebe Dame
Die liebe Dame (russisch Милая дама / Milaja dama) ist eine Erzählung von Ljudmila Petruschewskaja aus dem Jahre 1987, in der es um das Ende einer Affäre geht. Dieser in der Literatur weit verbreitete Stoff könne mit einem tragischen Ende erzählt werden, so der Erzähler. Stattdessen wird darüber spekuliert, was die Charaktere denken. Postmoderne Werke untergraben durch diese Art von metafiktionalen Kommentaren das illusionistische Element traditioneller realistischer Romane.
Milaja dama wurde erstmals 1987 in der Zeitschrift Avrora publiziert und anschließend in Petruschewskajas Erzählungsband Bessmertnaja ljubov’  (1988) aufgenommen, der im Verlag Moskovskij rebocij in Moskau erschien. Auf Deutsch ist das Werk in einer Übersetzung von Antje Leetz im Band Unsterbliche Liebe. Erzählungen enthalten. Er wurde erstmals 1990 beim Verlag Volk und Welt in Berlin verlegt und 1992 dann beim Rowohlt Verlag in Reinbek bei Hamburg.

## Gegenstand der Erzählung
Zu Beginn der Geschichte ist ein älterer Mann soeben in ein Taxi gestiegen, lächelt aus dem Fenster und winkt einer wesentlich jüngeren Frau mit Kind zu. Er hat sie, „die liebe Dame“, bei seinem Aufenthalt auf der Datscha als Nachbarin kennengelernt. Im selben Taxi sitzt seine Ehefrau, die unvermutet aufgetaucht war und den Abschied herbeigeführt hat, von dem die anderen beiden – so die Vermutung des Erzählers – hoffen, dass es nicht für immer ist. Eine vierte Person, die Besitzerin der Datscha, hatte zuvor die Ehefrau abgelenkt, so dass die beiden wie gewohnt nochmals ungestört ein paar belanglose freundliche Worte miteinander wechseln konnten. Am Ende der Geschichte ist der Mann noch immer soeben in das Taxi gestiegen, das ihn in sein geschäftiges Leben in der Stadt zurückbringt. In seinen Kommentaren weist der Erzähler darauf hin, dass der Ereignisverlauf der Geschichte durch sein Erzählen konstruiert worden ist.

## Interpretation des Themas
Nina Kolesnikoff beschreibt in ihrer Interpretation die Gestaltung dieser Geschichte: Gleich zu Beginn wird gesagt, dass die Geschichte banal sei, denn der Hergang sei vorhersagbar und das Ergebnis ebenfalls. Mittels metafiktionalem Kommentar wird behauptet, dass der traditionell bekannte Gegenstand einer kurzlebigen außerehelichen Affäre zu einem klassischen Roman hätte ausgebaut werden können, auf ein tragisches Ende hin. Stattdessen wird hier nur eine einzige Episode geschildert: das Ende dieser Affäre. Aber auch diese eine Episode bleibt vage.
Kolesnikoff sieht in der Geschichte ein wichtiges Beispiel dafür, wie in postmodernem Erzählen die Handlung metafiktional strukturiert ist. Hier geht es nicht vorrangig um Handlung, Schauplätze oder Figuren. Die Geschichte liest sich eher wie eine Anleitung zum Schreiben von metafiktionalen Kommentaren: Thema der Geschichte ist die Frage, welche Bedingungen es für fiktionales Schreiben gibt. Weniger wichtig ist der Wunsch, mit einer Geschichte die Illusion zu schaffen, dass das Erzählte wahrscheinlich ist, wichtiger hingegen der Faktor, ob man literarische Konventionen gekonnt zu manipulieren vermag. Dem Erzähler leuchtet nicht ein, was mit der Beziehung passiert ist, und er versteht die Gefühle des Liebhabers nicht, so die Interpretation von Kolesnikoff.

## Ausgabe
- Erstmals erschienen in: Avrora (Moskau), 1987, Nummer 2, S. 87–94
  - Aufgenommen in den Band Bessmertnaja ljubov’ , Moskovskij rebocij, Moskau 1988 und Titelgeschichte des Bandes Milaja dama. Monologi i istorii, Vagrius, Moskau 2003, ISBN 5-9560-0043-0
- Auf Deutsch enthalten in: Unsterbliche Liebe. Erzählungen. Aus dem Russischen von Antje Leetz und Renate Landa. Volk und Welt, Berlin 1990, ISBN 978-3-353-00748-3; sowie bei Rowohlt, Reinbek bei Hamburg 1992, ISBN 3-499-13165-X, darin S. 54–57

## Auszeichnung für den Erzählungsband

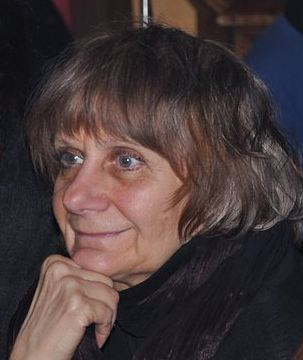
Ljudmila Stefanowna Petruschewskaja (2009)

- Alexander-Puschkin-Preis für russischsprachige Literatur der Alfred Toepfer Stiftung F. V. S.[2]

## Forschungsliteratur
- Nina Kolesnikoff: Metafictional Plot Structures, Kapitel 3 ihrer Studie: Russian postmodernist metafiction, Inhaltsverzeichnis, Lang, Bern [u. a.] 2011, ISBN 978-3-0343-0609-6, S. 49–66, S. 49–50